# CCleaner
CCleaner (IPA: /'siklinər/) (ban đầu Crap Cleaner), được phát triển bởi Piriform, công ty được mua lại bởi Avast vào năm 2017, là một chương trình tiện ích máy tính được sử dụng để làm sạch các file rác không mong muốn (bao gồm cả các tập tin Internet tạm thời, nơi các chương trình và mã độc hại có xu hướng lây nhiễm) và các mục Windows Registry không hợp lệ từ máy tính, ban đầu chỉ hỗ trợ Microsoft Windows. Đây là một trong những công cụ dọn dẹp hệ thống lâu đời nhất, được ra mắt lần đầu tiên vào năm 2004. Ban đầu nó chỉ được phát triển cho Microsoft Windows, nhưng vào năm 2012, một phiên bản cho macOS đã được phát hành.
CCleaner hỗ trợ 47 thứ ngôn ngữ khác nhau, trong đó có hỗ trợ tiếng Việt. Piriform tuyên bố là CCleaner đã được tải xuống hơn 700 triệu lượt từ trang chủ của công ty tính đến tháng 7 năm 2011. Phần mềm có bản Cài đặt và bản Portable (không cần cài đặt) đều có sẫn.
Sau thành công vang dội trên nền tảng Windows và Mac, phiên bản CCleaner cho Android đã chính thức phát hành. Với hơn 50 triệu lượt tải và cài đặt trên Google Play, ứng dụng đã chứng minh sức hút cực lớn của mình đối với người dùng.

## Đặc trưng
CCleaner cho phép người dùng xóa các tập tin tạm không còn sử dụng nữa khỏi các trình duyệt Internet và các ứng dụng hỗ trợ khác đi theo browsing history, cookies, thùng rác, và AutoComplete form history. Nó cho phép dọn sạch thùng rác, kết xuất bộ nhớ, phân mảnh tập tin, tập tin nhật ký, bộ đệm hệ thống, dữ liệu ứng dụng, và các dạng dữ liệu khác. Chương trình còn cho phép xóa các registry để định vị và sửa chữa các vấn đề trong Windows Registry như mất các DLL dùng chung, các phần mở rộng tập tin không sử dụng và các application path.
CCleaner hỗ trợ việc dọn dẹp các tập tin tạm và không cần thiết khỏi các chương trình nhất định, gồm cả Firefox, Opera, Internet Explorer, Safari, Google Chrome, Foxit Reader, Microsoft Office (2000, XP, 2003, 2007), Nero Burning ROM, Java, Windows Live Messenger, ZoneAlarm, Flash Player, QuickTime, VirtualDub, Windows Media Player, 7-Zip, Avira AntiVir, Spybot - Search & Destroy, Windows Registry Editor, eMule, KaZaA, Google Toolbar, Netscape, Adobe Acrobat, WinRAR, WinAce, WinZip, và nhiều ứng dụng khác.
CCleaner hỗ trợ việc gỡ bỏ chương trình bằng cách cho phép người dùng gỡ bỏ chương trình ngay trong CCleaner. Ngoài ra, CCleaner còn cho phép điều chỉnh chương trình khởi động sẵn, tương tự như ứng dụng MSConfig của Windows. Người dùng có thể hủy một số khởi động sẵn để giải phóng bộ xử lý nhằm tăng tốc độ mở máy. Từ phiên bản 2.19 phần mềm có thể xóa các bản sao lưu của System Restrore.
Một phiên bản cho Mac OS X đã được giới thiệu vào năm 2012. Một phiên bản Mạng thương mại cũng được giới thiệu. Piriform phát hành CCleaner cho Android vào năm 2014.

## Đánh giá
Các biên tập viên của CNET đã cho ứng dụng xếp hạng 5/5 sao, gọi đó là 'công cụ phải có'. Nó đã được trao giải thưởng Sự lựa chọn của biên tập viên vào tháng 4 năm 2009 bởi CNET. Năm 2016, Piriform công bố đã có 2 tỷ lượt tải xuống CCleaner trên toàn thế giới . Vào tháng 1 năm 2014, đây là phần mềm phổ biến nhất trên FileHippo trong hơn một năm và được xếp hạng 5 sao trên Softpedia. CCleaner đã được xem xét bởi Chip.de,TechRadar, Tạp chí PC  Và TechRepublic.

## Bê bối

### Bị chèn Trojan
Vào Tháng Chín 2017, bộ cài CCleaner phiên bản 5.33 (dành cho hệ điều hành Windows 32-bit) đã bị chèn thêm trojan Floxif, một phần mềm ác ý có thể tạo ra cửa hậu cho phép hacker điều khiển từ xa máy tính nạn nhân. Số lượng máy tính ảnh hưởng bởi sự kiện này lên đến 2.27 triệu máy tính. Tuy nhiên, theo giới phân tích, mục tiêu thật sự của hacker là các tập đoàn công nghệ lớn như Samsung, Intel và VMWare. Vào ngày 13 Tháng Chín, Piriform cập nhật phiên bản CCleaner 5.34 và CCleaner Cloud 1.07.3191 đã loại bỏ mã độc này.

### Thu thập dữ liệu người dùng
Trong CCleaner v5.45, mục tùy chỉnh đã giới thiệu "các tính năng nhằm cho phép Piriform thu thập dữ liệu sử dụng ẩn danh, tổng hợp tốt hơn mà chúng tôi có thể sử dụng để phát hiện xu hướng để cải thiện phần mềm, sửa lỗi nhanh hơn và mang lại trải nghiệm tốt hơn cho người dùng", thêm "CCleaner không báo cáo bất kỳ thông tin nhận dạng cá nhân nào ". Sau khi bị chỉ trích, các phiên bản mới hơn đã cho phép người dùng tùy chỉnh các báo cáo dữ liệu sử dụng ẩn danh được gửi về.

### Cài đặt phần mềm đi kèm mà không có sự cho phép của người dùng
Vào tháng 12 năm 2018, đã có báo cáo rằng người dùng khi cài đặt CCleaner cũng sẽ cài đặt phần mềm chống vi-rút Avast mà không có sự cho phép của họ, với TechSpot tuyên bố điều này được cho là CCleaner không tốt hơn phần mềm độc hại mà nó được cho là chống lại, nhưng điều này đã bị nhân viên CCleaner từ chối. Vào ngày 20 tháng 1, người dùng trên trang web truyền thông xã hội Reddit đã đăng tải ảnh chụp màn hình minh họa vấn đề chưa được giải quyết, trái với tuyên bố của nhân viên CCleaner.